# (17061) Tegler
(17061) Tegler est un astéroïde de la ceinture principale.

## Description
(17061) Tegler est un astéroïde de la ceinture principale. Il fut découvert le 10 avril 1999 à la station Anderson Mesa par le programme LONEOS. Il présente une orbite caractérisée par un demi-grand axe de 2,54 UA, une excentricité de 0,16 et une inclinaison de 4,2° par rapport à l'écliptique.

## Compléments